# 若山騎一郎
若山 騎一郎（わかやま きいちろう、1964年11月30日 - ）は、日本の俳優・映画監督。東京都出身。若山企画所属。

## 略歴
高校中退後、千葉真一主宰のジャパンアクションクラブ（JAC） に入団（JAC13期生）。20歳の時、父・若山富三郎の内弟子になり、3年後に独立。
主な出演作にテレビドラマ『山岳救助隊・紫門一鬼』シリーズなどがある。
1999年から座長公演を4回実施している。父・富三郎の半生を描いた舞台『銀幕愚連隊〜若山富三郎物語』を公演している。
2013年11月28日、南麻布の自宅で微量の覚醒剤を所持していたことから、覚醒剤取締法違反で千葉県警松戸警察署に逮捕された。12月19日、覚醒剤使用で逮捕された妻の仁美凌と共に起訴された。2014年2月19日、千葉地裁松戸支部により、懲役1年6か月、執行猶予3年（求刑懲役1年6月）の判決が言い渡された。
2015年、舞台『新・銀幕愚連隊〜若山富三郎物語〜』で復帰した。

## 人物
趣味は殺陣・極真空手・スキー・アウトドアスポーツ・日本舞踊。
父は若山富三郎、母は宝塚歌劇団卒業生で映画女優に転進した藤原礼子（大和七海路）。両親は騎一郎誕生の翌年に離婚している。父方の親族に杵屋勝東治（祖父）、勝新太郎（叔父）、鴈龍（従兄弟）がいる。
また、ジャパンアクションクラブ（JAC）の代表、西田真吾とも親交が深い。
2012年5月に、俳優上原謙と元タレント大林雅美の娘で女優の仁美凌（加山雄三異母妹）と結婚するも、同年10月に離婚。その1年後の2013年10月15日に復縁したが、2014年3月25日に離婚。
2017年11月22日、元テレビ制作会社勤務で、世界陸上で通訳をしたこともある一般女性と再婚。

## 出演

### テレビドラマ
- 月曜ドラマスペシャル（TBS）
  - 株式会社徳川家康（1991年）
  - 十津川警部シリーズ（1994年 - 1999年、TBS） - 西本功刑事
- 徳川武芸帳 柳生三代の剣（1993年、TX） - 駿河大納言忠長
- 暴れん坊将軍シリーズ（ANB / 東映）
  - 暴れん坊将軍V 第30話「嵐を呼ぶ三兄弟!」（1993年） - 田之助
  - 暴れん坊将軍VI 第20話「無法許さぬあさり剣法」（1995年） - 大崎信吾
- 花王愛の劇場「お見合いの達人」（1994年、TBS） ‐ 大沢隆太
- 名奉行 遠山の金さん（ANB / 東映）
  - 第5シリーズ 第24話「馬と下郎と大福餅」（1993年） - 助三
  - 第6シリーズ 第21話「情けが仇の美人局」（1994年） - 大久保利秋
- 江戸の用心棒II 第11話「死体が消えた!」（1996年、NTV） - 直次郎
- 大岡越前（TBS / C.A.L）
  - 第14部 第18話「頑固が鉢巻した男」（1996年10月21日） - 音羽の圭太郎
  - 第15部 第20話「裏切られた友情」（1999年2月1日） - 雨宮平四郎
- 土曜ワイド劇場 （ANB）
  - 街（1997年） - 井上
  - 名探偵・明智小五郎シリーズ「陰獣」（1998年） - 吉田刑事
- 女と愛とミステリー「山岳救助隊・紫門一鬼」シリーズ（2001年 - 2005年、TX） - 桜井数馬
- 水戸黄門（TBS / C.A.L）
  - 第25部 第19話「大内塗り情けの仇討ち-山口-」（1997年5月12日） - 神崎平馬
  - 第26部 第12話「チェスト!兄妹仇討ち・鹿児島」（1998年5月4日） - 武居啓四郎
  - 第33部 第17話「愛を救った職人魂・山中」（2004年8月16日）- 富三
- 大岡越前スペシャル～大波乱！宿命の白洲～（2023年12月29日、NHK BS） - 赤穂浪士 堀部安兵衛
- 大岡越前8（NHK BS) 第7話 「天一坊現る」（2025年7月20日）- 中川正軒

### 舞台
- 旅鳥のバラード （1999年）
- 闇の狼たち （2000年）
- 旅立ち〜足寄より〜（2012年）
- 新・銀幕愚連隊 〜若山富三郎物語〜（2015年5月8日-10日、作:若山騎一郎・演出:江口銀漱、会場：銀座博品館）
- 時は今 天が下しる 桔梗かな（2024年9月）

### 海外映画
- 狼たちの伝説 亜州黒社会戦争（中国語版） （2000年、香港）

### 短編映画
- ヒーロー×ヒーロー（2012年）

### Vシネマ
- 新書ワル 復活篇（1993年）
- 銭牝（2001年）
- 民事介入暴力 非合法領域（2002年） - 古屋病院院長 古屋安宏
- 女学生（2005年、原作：団鬼六）
- 高レート裏麻雀列伝 むこうぶち1（2007年） - 社長

## 監督作品
- 数珠縛～じゅばく～（2006年、アタッカーズ、主演：小松千春・未向）
- くノ一忍法帳 -阿片地獄-（2008年6月、アタックゾーン、主演：美栞了・仁美凌）
- ザ・ガール&ガールズ 麗しき影の仕事請負人（2011年4月、アタックゾーン、主演：華彩なな）
- ザ・ガール&ガールズセカンド（2011年8月、アタックゾーン、主演：水谷ケイ）
- 過ぎゆくなかで（2012年2月、アタックゾーン、主演：森下悠里）
- 過ぎゆくなかで 湯けむりの愛（2012年4月、アタックゾーン、主演：来栖あつこ）
- 雪鬼女伝説（2012年8月、アタックゾーン、主演：谷桃子）
- 幻想クノイチ忍法帖（2013年、主演：後藤理沙）

## 著書
- 不器用に生きた男 わが父 若山富三郎（1998年、ひらく）ISBN 4341190423